# یانگواس
یانگواس (به اسپانیایی: Yanguas) یکی از دهستان های اسپانیا است که در استان سریا واقع شده‌است.

## خصوصیات
یانگواس ۵۴ کیلومترمربع مساحت و ۱۲۸ نفر جمعیت دارد.